# Rakowo (przystanek kolejowy w województwie pomorskim)
Rakowo – wąskotorowy przystanek osobowy znajdujący się we wsi Rakowo w gminie Nowy Dwór Gdański, w powiecie nowodworskim, w województwie pomorskim. Położony jest na linii kolejowej nr 5010. Odcinek do Lipinki Gdańskiej został otwarty w 1909 roku.